# Thailand Masters 1986
Das Camus Thailand Masters 1986 war ein professionelles Snooker-Einladungsturnier im Rahmen der Saison 1986/87. Das Turnier wurde im August 1986 im Chiang Mai Plaza Hotel in der thailändischen Hauptstadt Bangkok ausgetragen. Sieger wurde der lokale Amateurspieler James Wattana, der sich mit einem 2:1-Sieg über Terry Griffiths zum Sieger des Turnieres kürte. Das höchste Break des Turnieres war mangels eines Century Breaks ein 68er-Break des Engländers Steve Davis.

## Preisgeld
Zum dritten Mal wurde das Turnier von der französischen Cognac-Brennerei Camus gesponsert, wobei es erneut kein offizielles Preisgeld gab. Da jedoch das Turnier zu einer Serie von Barry Hearns Matchroom Sport veranstalteten und von Camus gesponserten Reihe asiatischer Turniere gehörte, erhielten die Spieler, neben für sie kostenfreie Flüge der ersten Klasse, beispielsweise auch mehrere Flaschen Cognac.

## Turnierverlauf
Nachdem mit dem vorherigen Turnier die Teilnehmerzahl auf acht angestiegen war, wurde sie in diesem Jahr wieder auf sechs gesenkt. Dabei teilte sich das Teilnehmerfeld in drei, bei Matchroom Sport unter Vertrag stehenden Profispielern der Weltspitze, dem thailändischen Profispieler Sakchai Sim Ngam und den beiden lokalen Amateurspielern James Wattana und Patipat Wattanaporn auf. Alle drei Thailänder spielten in einer ersten Runde gegen jeweils einen der Matchroom-Profis, wobei die drei Sieger der Partien sowie mit Sakchai Sim Ngam derjenige, der als Lucky Loser am knappsten verloren hatte, ins Halbfinale vorrückten, ab dem im weiterhin im K.-o.-System um den Titel gespielt wurde. Alle Spiele des Turnieres fanden im Modus Best of 3 Frames statt.
|  | Erste Runde Best of 3 Frames | Erste Runde Best of 3 Frames |                  |   | Halbfinale Best of 3 Frames | Halbfinale Best of 3 Frames |  |  | Finale Best of 3 Frames | Finale Best of 3 Frames |
|  |                              |                              |                  |   |                             |                             |  |  |                         |                         |
|  |                              |                              |                  |   |                             |                             |  |  |                         |                         |
|  |                              |                              |                  |   |                             |                             |  |  |                         |                         |
|  | Dennis Taylor                | 1                            |                  |   |                             |                             |  |  |                         |                         |
|  | Dennis Taylor                | 1                            |                  |   |                             |                             |  |  |                         |                         |
|  | James Wattana                | 2                            |                  |   |                             |                             |  |  |                         |                         |
|  | James Wattana                | 2                            | James Wattana    | 2 |                             |                             |  |  |                         |                         |
|  |                              |                              | James Wattana    | 2 |                             |                             |  |  |                         |                         |
|  |                              |                              | Steve Davis      | 1 |                             |                             |  |  |                         |                         |
|  | Steve Davis                  | 2                            | Steve Davis      | 1 |                             |                             |  |  |                         |                         |
|  | Steve Davis                  | 2                            |                  |   |                             |                             |  |  |                         |                         |
|  | Sakchai Sim Ngam             | 1                            |                  |   |                             |                             |  |  |                         |                         |
|  | Sakchai Sim Ngam             | 1                            | James Wattana    | 2 |                             |                             |  |  |                         |                         |
|  |                              |                              | James Wattana    | 2 |                             |                             |  |  |                         |                         |
|  |                              |                              | Terry Griffiths  | 1 |                             |                             |  |  |                         |                         |
|  | Terry Griffiths              | 2                            | Terry Griffiths  | 1 |                             |                             |  |  |                         |                         |
|  | Terry Griffiths              | 2                            |                  |   |                             |                             |  |  |                         |                         |
|  | Patipat Wattanaporn          | 0                            |                  |   |                             |                             |  |  |                         |                         |
|  | Patipat Wattanaporn          | 0                            | Terry Griffiths  | 2 |                             |                             |  |  |                         |                         |
|  |                              |                              | Terry Griffiths  | 2 |                             |                             |  |  |                         |                         |
|  |                              |                              | Sakchai Sim Ngam | 0 |                             |                             |  |  |                         |                         |
|  |                              |                              | Sakchai Sim Ngam | 0 |                             |                             |  |  |                         |                         |
|  |                              |                              |                  |   |                             |                             |  |  |                         |                         |
|  |                              |                              |                  |   |                             |                             |  |  |                         |                         |
|  |                              |                              |                  |   |                             |                             |  |  |                         |                         |

### Finale
Der 16 Jahre alte James Wattana hatte im Voraus des Endspiels beim Turnier sein Können gezeigt und mit Dennis Taylor einen Ex-Weltmeister und den Titelverteidiger besiegt, um mit einem weiteren Sieg über Steve Davis, der als dominierender Spieler der 1980er-Jahre gilt, das Finale zu erreichen. Im Endspiel traf er auf Terry Griffiths, ebenfalls ein Ex-Weltmeister, der mit dieser Finalteilnahme nun beim Thailand Masters zum dritten Mal in Folge im Finale stand. Griffiths hatte sich diese mit zwei White-washs über zwei der thailändischen Spieler gesichert.
Der erste Frame des über maximal drei Frames gehenden Endspiels ging mit 49:54 nur äußerst knapp an Griffiths. Auch nur wenig deutlicher ging der folgende Frame aus, durch den sich allerdings Wattana mit einem 80:63 in den Decider rettete. Diesen wiederum dominierte der junge Thailänder und gewann ihn mit 65:8, wodurch er zum Sieger des Spiels und des Turnieres wurde.
| Finale: Best of 3 Frames Chiang Mai Plaza Hotel, Bangkok, Thailand, August 1986 |                |                 |
| James Wattana                                                                   | 2:1            | Terry Griffiths |
| 49:54, 80:63, 65:8                                                              |                |                 |
| –                                                                               | Höchstes Break | –               |
| –                                                                               | Century-Breaks | –               |
| –                                                                               | 50+-Breaks     | –               |